# Cubiro
Cubiro – miasto w Wenezueli, w stanie Lara.